# Kỹ năng xã hội
Kỹ năng xã hội là bất kỳ năng lực tạo thuận lợi cho sự tương tác và giao tiếp với những người khác, nơi các quy tắc xã hội và các mối quan hệ được tạo ra, truyền đạt và thay đổi theo các cách nói và không lời.
Quá trình học các kỹ năng này được gọi là xã hội hóa. Để xã hội hóa, kỹ năng giao tiếp là cần thiết để liên hệ với nhau. Kỹ năng giao tiếp là những hành vi cá nhân mà một người sử dụng để tương tác với những người khác, có liên quan đến cân bằng: thống trị so với chịu đựng, yêu ghét và thù hận, liên kết và gây hấn, và kiểm soát các loại tự chủ (Leary, 1957). Các kỹ năng giao tiếp tích cực bao gồm thuyết phục, lắng nghe tích cực, ủy nhiệm, quản lý, và một số kỹ năng khác. Một lợi ích xã hội lành mạnh có liên quan đến việc không chỉ các cá nhân trong một nhóm mà việc có các kỹ năng xã hội là cần thiết cho để các mối quan hệ trong nhóm được điều chỉnh tốt. Tâm lý xã hội là kỷ luật học tập mà nghiên cứu liên quan đến kỹ năng xã hội và nghiên cứu kỹ năng được học bởi một cá nhân thông qua những thay đổi về thái độ, suy nghĩ và hành vi.

## Sắp xếp và phân loại
Kỹ năng xã hội là công cụ giúp mọi người giao tiếp, học hỏi, yêu cầu giúp đỡ, đáp ứng nhu cầu theo những cách thích hợp, hòa nhập với người khác, kết bạn, phát triển mối quan hệ lành mạnh, bảo vệ bản thân và nói chung, có thể tương tác với xã hội một cách hài hòa. [1] Kỹ năng xã hội xây dựng các đặc điểm cá tính cần thiết như sự tin cậy, tôn trọng, trách nhiệm, công bằng, chu đáo và tính công dân. Những đặc điểm này giúp xây dựng một la bàn đạo đức nội bộ, cho phép các cá nhân có những lựa chọn tốt trong tư duy và hành vi, dẫn đến năng lực xã hội tốt.
Các kỹ năng xã hội quan trọng được xác định bởi Cơ quan tuyển dụng và đào tạo là:
- Phối hợp - Điều chỉnh hành động liên quan đến hành động của người khác.
- Cố vấn - Dạy và giúp đỡ người khác cách làm điều gì đó.
- Đàm phán - Thảo luận nhằm đạt được thỏa thuận.
- Thuyết phục - Hành động hoặc sự kiện thuyết phục một người nào đó hoặc bị thuyết phục hay tin điều gì đó.
- Định hướng dịch vụ - Tích cực tìm cách phát triển hòa hợp và phát triển tâm lý - xã hội với mọi người.
- Nhận thức xã hội - Nhận thức được phản ứng của người khác và có thể đáp ứng lại một cách hiểu biết.